# Georg Gravogl
Georg Gravogl (* 12. Oktober 1990 in Lilienfeld) ist ein ehemaliger österreichischer Fußballspieler.

## Karriere

### Verein
Gravogl begann seine Karriere beim SC St. Aegyd. 2004 kam er in die AKA St. Pölten, in der er bis 2009 spielte. Zur Saison 2009/10 wechselte er zum Zweitligisten SKN St. Pölten. Sein Debüt in der zweiten Liga gab er im Juli 2009, als er am ersten Spieltag jener Saison gegen den FC Dornbirn 1913 in der Startelf stand und in der 75. Minute durch Peter Brandl ersetzt wurde. Seinen ersten Treffer in der zweithöchsten Spielklasse erzielte er im selben Monat bei einem 1:1-Remis gegen den First Vienna FC. In seiner ersten Saison beim SKN kam er insgesamt zu 19 Zweitligaeinsätzen, in denen er drei Tore erzielte.
In der Saison 2010/11 absolvierte Gravogl 17 Spiele für die Niederösterreicher in der zweithöchsten Spielklasse und machte dabei zwei Treffer. Im November 2011 beendete er im Alter von 21 Jahren aufgrund eines abgenützten Hüftgelenks seine Karriere.

### Nationalmannschaft
Gravogl spielte 2009 erstmals für Österreichs U-19-Auswahl. Im selben Jahr debütierte er zudem für die U-20-Nationalmannschaft.
Sein einziges Spiel für die U-21-Auswahl absolvierte er im Oktober 2010, als er in einem Testspiel gegen Schweden in der Startelf stand und in der Halbzeitpause durch Georg Teigl ersetzt wurde.